# 埼玉県立北本高等学校
埼玉県立北本高等学校 （さいたまけんりつ きたもとこうとうがっこう）は、埼玉県北本市にある全日制普通科、男女共学の公立高等学校。

## 沿革
- 1975年（昭和50年） - 埼玉県立北本高等学校開校
- 1992年（平成4年） - 外国語コース設置
- 2000年（平成12年）- 外国語コース募集停止、類型制に移行

## 部活動
運動部
- 野球部
- 男子サッカー部
- 女子サッカー部
- 男子バスケットボール部
- 女子バレーボール部
- 男子ソフトテニス部
- 女子ソフトテニス部
- バドミントン部
- 卓球部
- 陸上競技部

文化部
- 吹奏楽部
- アート部
- 家庭部
- 演劇部
- 囲碁将棋部
- 華道部
- 茶道部
- 書道部
- 科学部
- 放送部
- 軽音楽部
- JRC部
- 和太鼓部

## 著名な卒業生
- 日下翔平（元俳優）
- 樋口正修（プロ野球選手）

## 交通
- JR高崎線北本駅東口より徒歩約24分
- 川越観光自動車:北本駅東口より桶川工業団地線(北本駅⇔工業団地)で「北本高校前」下車